# مستشفى سورب آغوب
مستشفى سورب آغوب (بالتركية: Surp Agop Hastanesi) أو مستشفى القديس يعقوب هو مستشفى في حي شيشلي في مدينة إسطنبول وقد تأسسس في عام 1837 وما يزال يدار من قبل المجتمع الأرمني الكاثوليكي في تركيا.
يملك المستشفى أيضًا مقبرة بنغالتي الأرمينية التي دمرت في عام 1930. عرف المستشفى بشهرة على نطاق واسع قبل وبعد الحرب العالمية الأولى بسبب عمله. جمع الأرمن التبرعات للمستشفى واستمر بعد الحرب العالمية الثانية في العمل. اليوم ما يزال المستشفى خاصًا ويدار من قبل المجتمع الأرمني الكاثوليكي ويقدم خدماته أيضًا للوكالة التركية للضمان الاجتماعي.

## مواقع خارجية
- الموقع الرسمي
 (بالتركية)
- Photo